# Iguana crestada de les Fiji
La iguana crestada de les Fiji (Brachylophus vitiensis) és una espècie de sauròpsid (rèptil) escatós de la família dels iguànids endèmica de l'illa de Yaduataba a l'arxipèlag de les illes Fiji, en gravíssim perill d'extinció.